# Teresa Magalhães
Maria Teresa Marques Magalhães (Lisboa, 11 de março de 1944 – Lisboa, 19 de outubro de 2023) foi uma pintora portuguesa, agraciada pela Presidência da República com o grau de Grande-Oficial da Ordem do Infante D. Henrique, em 2004.

## Biografia
Completou o curso Complementar de Pintura da Escola Superior de Belas Artes de Lisboa em 1970. Foi bolseira da Fundação Calouste Gulbenkian de 1976 a 1979, e fez parte do grupo "5 + 1" conjuntamente com o escultor Virgílio Domingues e os pintores João Hogan, Júlio Pereira, Guilherme Parente, e Sérgio Pombo, com o qual esteve casada. Em 1990 foi Comissária da Exposição "Pintoras Portuguesas do Séc.XX", no Leal Senado de Macau e, no ano de 1996, foi artista convidada pelo Metropolitano de Lisboa para realizar dois painéis de azulejos na estação de Martin Place do City Rail de Sydney, na Austrália. 
Expôs com regularidade desde 1974 em Portugal e no estrangeiro.
Teresa Magalhães faleceu na tarde de 19 de outubro de 2023, aos 79 anos, no Hospital de São José em Lisboa, vítima de uma pneumonia.

## Prémios
- 1977 – Prémio Malhoa / SNBA, Lisboa.
- 1981 - Prémio Edição na “III Exposição Nacional de Gravura”, Fundação Calouste Gulbenkian.
- 1982 – Menção Honrosa, “Lagos 82”.
- 1984 – Prémio Aquisição “I Exposição do Banco de Fomento Nacional”, Lisboa.
- 1986 – Menção Honrosa “V Bienal de Vila Nova de Cerveira”.
- 1987 – Prémio da exposição na “IV Exposição Nacional de Gravura”, Lisboa, Fundação Calouste Gulbenkian.
- 1988 – Prémio Aquisição “Exposição Bicentenário Ministério das Finanças”, Lisboa.
- 1994 – Prémio Aquisição “I Bienal de Arte AIP – Tendências dos anos 90”, Europarque, Santa Maria da Feira.

## Exposições individuais (Seleção)
- 1974 – Galeria São Francisco, Lisboa.
- 1977 – Galeria de Arte Moderna, Sociedade nacional de Belas Artes, Lisboa.
- 1979 – “Pintura, Colagem, Notícia”, Galeria de Arte Moderna, sociedade nacional de Belas Artes, Lisboa.
- 1980 – “Gestos da Cor – Sinais da Terra”, Fundação Calouste Gulbenkian, Lisboa.
- 1982 – “Memória do Cinema”, Galeria Ana Isabel, Lisboa.
- 1983 – Galeria Quetzal, Funchal.
- 1983 – Galeria Roma e Pavia, Porto.
- 1985 – Galeria Altamira.
- 1988 – Sala Atlântica – Galeria Nasoni, Porto.
- 1990 – Galeria Nasoni, Lisboa.
- 1991 – Galeria do Leal Senado, Macau.
- 1991 – Galeria Nasoni, Porto.
- 1992 – Galeria Trem, Faro.
- 1994 – Galeria Nasoni, Porto.
- 1996 – Galeria Martin Browne Fine Arts, Sydney.
- 1997 – Galeria São Mamede, Lisboa.
- 1999 – Fundação Calouste Gulbenkian – Centro de Arte Moderna, Lisboa
- 2005 – Pintura - Instalação, Salão da Sociedade Nacional de Belas Artes, Lisboa
- 2006 – Espaço +, Aljezur
- 2007 – Galeria Valbom, Lisboa

## Exposições coletivas em Portugal (Seleção)
- 1970 – “Exposição Mobil”, Sociedade Nacional de Belas Artes, Lisboa.
- 1974 – “Homenagem a Bosch”, Museu Nacional de Arte Antiga, Lisboa.
- 1975 – “Colagens” Sociedade Nacional das Belas Artes, Lisboa.
- 1975 – “100 Obras do Património da Comunicação Social”, Lisboa.
- 1976 – Grupo ”5+1”, Sociedade Nacional de Belas Artes, Lisboa.
- 1977 – “Artistas Portuguesas”, SNBA, Lisboa e Museu de Évora.
- 1979 – “Panorama das Galerias”, Galeria Nacional de Arte Moderna, Lisboa.
- 1979 – Exposição de Arte Moderna Portuguesa de 1968 a 1978, Fundação Calouste Gulbenkian e S.E.C., Lisboa
- 1979 – “2ª Exposição de Gravura”, Fundação Calouste Gulbenkian, Lisboa.
- 1980 – “Inventário 3”, Aquisição da Secretaria de Estado da Cultura, Galeria Nacional de Arte Moderna, Lisboa.
- 1981 – “Aspectos da Arte Abstracta 1970/80”, SNBA, Lisboa.
- 1981 - “3ª Exposição Nacional de Gravura”, Fundação Calouste Gulbenkian, Lisboa.
- 1981 – “O Bicho”, Galeria Ana Isabel, Lisboa.
- 1982 – “Lagos 82”.
- 1983 – “ARUS”, Museu Nacional Soares dos Reis, Porto.
- 1983 – “Aspectos da Arte Actual Portuguesa”, SNBA, Lisboa.
- 1984 – “Onze Jovens Pintores Portugueses”, Goethe Institut Lisboa e Museu Nacional Soares dos Reis, Porto.
- 1984 – “I Exposição de Arte do Banco de Fomento”, Lisboa.
- 1984 – “IV Bienal de Vila Nova de Cerveira”.
- 1984 – “Lagos 84”.
- 1984 – “O Gesto o Signo e a Escrita”, Galeria Quadrum.
- 1985 – “Femina Dialogue”, SNBA, Lisboa.
- 1985 – Exposição “Associação Internacional de Críticos de Arte”, SNBA, Lisboa.
- 1985 – “I Bienal dos Açores e do Atlântico”.
- 1986 – “Lagos 86”.
- 1986 – “III Exposição de Artes Plásticas da Fundação Calouste Gulbenkian”, Lisboa.
- 1986 – “V Bienal de Vila Nova de Cerveira”.
- 1986 – “Colecção Weisman” (Los Angeles), Fundação Calouste Gulbenkian, Lisboa.
- 1987 – “10 Amado(e)res”, CAM, Fundação Calouste Gulbenkian, Lisboa.
- 1987 – “4ª Exposição Nacional de Gravura” Fundação Calouste Gulbenkian.
- 1987 – “Exposição Ibérica de Campo Maior”.
- 1987 – “II Bienal de Arte dos Açores e do Atlântico”.
- 1987 – “II Exposição nacional de Arte Moderna”, Fundação de Serralves, Porto.
- 1987 – “Azares da expressão”, Fundação Calouste Gulbenkian, Lisboa.
- 1987 – “MARCA”, Madeira, 1987.
- 1988 – “Os Artistas e o Mar”, Açores.
- 1988 – “Bicentenário do Ministério das Finanças”. SNBA, Lisboa e Fundação de Serralves, Porto.
- 1988 – “10 de Junho”, Covilhã, Funchal, Açores, Évora e Caldas da Rainha.
- 1989 – “A Terra e o Homem”, Fundação Calouste Gulbenkian. Câmara Municipal de Alpiarça.
- 1990 – “Colecção de Pintura Portuguesa de 1842/1979”, Palácio de Queluz.
- 1990 – “Pintoras Portuguesas”, Coimbra.
- 1993 – “Tendências da Arte Contemporânea em Portugal”, Convento dos Loios, Santa Maria da Feira.
- 1994 – Exposição “Grande Prémio BANIF de Pintura”, BANIF, Lisboa.
- 1994 – “Iª Bienal de Arte AIP – Tendências dos Anos 90” Europarque, Santa Maria da Feira.
- 1995 – Exposição “A Música e Outras Imagens”, Museu Municipal de Estremoz.
- 1997 – “Ana Isabel Expõe”, Galeria Municipal de Arte, Almada.
- 1997 – Exposição “Prémio Amadeo Souza - Cardoso. Museu Municipal Amadeo Souza-Cardoso, Amarante.
- 1998 – “Sensibilidades Femininas do Nosso Tempo” Palácio Foz.
- 1998 – “Arte no Tempo”, Fundação D.Luís I, Cascais e Galeria Fernando Santos, Porto.
- 2001 – Exposição “Mote e Transfigurações”, Salão da SNBA, Lisboa.
- 2001 – Exposição “3º Prémio Amadeo de Souza-Cardoso, Amarante.
- 2001 – Exposição “100 Anos 100 Artistas”, Salão da SNBA, Lisboa
- 2005 – Caligrafias (Variações sobre a Escritopintura) - Edição incluída no nº 17/18 especial da revista Mealibra
- 2007 – "50 Anos de Arte Portuguesa", Fundação Calouste Gulbenkian
- 2007 – "6º Prémio Amadeo de Souza-Cardoso", Museu Municipal Amadeo de Souza- Cardoso
- 2008 – Artista Convidada para realizar um MURAL para o Pátio de Recreio do Centro Escolar de Paredes - Alenquer.
- 2008 – Exposição Coletiva “CALIGRAFIAS” Comissariada por Maria João Fernandes na Fundação Portuguesa das Comunicações – Lisboa e no Museu Francisco Tavares Proença Júnior – Castelo Branco.
- 2009 – Artista Convidada para contribuir com obra da sua autoria para o Leilão de Solidariedade da "Associação Portuguesa Contra a Leucemia" - Lisboa.
- 2008 – Artista Convidada pela Fundação AMI para realizar um MUPIE para a Exposição “ARTE URBANA 2009” na cidade do Porto para o Leilão de Solidariedade no Museu Soares dos Reis - Porto.
- 2008 – Artista Convidada para participar na Exposição “ANOS 70: Atravessar Fronteiras” - Centro de Arte Moderna - Fundação Calouste Gulbenkian - Lisboa - As obras expostas foram adquiridas pela Fundação Calouste Gulbenkian.
- 2010 – Exposição "Abstração Arte Partilhada" - MillenniumBCP

## Exposições coletivas (Estrangeiro)
- 1973 – “Mobil”, Nova Iorque.
- 1976 – “Pintores Portugueses em Tóquio”, Tóquio.
- 1977 – Exposição do “Grupo 5+1”, Viena, Áustria.
- 1982 – “XIV Festival Internacional de La Peinture”, Cagnes- Sur-Mer, França.
- 1983 – «Grafik aus Portugal», Berlim.
- 1984 – “I ª Exposição Ibérica de Arte Moderna”, Cáceres.
- 1985 – “Femina – Dialogue”, Unesco, Paris.
- 1985 – “Pintado én Portugal”, Mérida, Consejeria de Cultura de la Junta de Extremadura.
- 1986 – “Meridionais”, Galeria Vicent Bernat, Barcelona.
- 1987 – “Exposição Ibérica”, Valência, Espanha.
- 1987 – 19ª Bienal de Arte de São Paulo, Brasil.
- 1988 – ”Portuguese Painting from the 3 last Decades”, Pinacoteca Museum, Atenas, Grécia.
- 1988 – “10 de Junho”, Joanesburgo, Cidade do Cabo, Durban.
- 1992 – “ARCO 92”, Madrid.
- 1992 – “Pintura Portuguesa Contemporánea”, New Delhi National Gallery of Modern Art.
- 1992 – “Visión da Arte Peninsular da última Década a Traves de Tres Colecions”, Pontevedra, Espanha.
- 1993 – “XXVIIe Prix International d’Art Contemporain de Monte Carlo”.
- 1998 – ARCO – Madrid, "ART IN TIME".
- 1998 – Museu Metropolitano de Arte de Tóquio; itinerante em Osaka, Nagoya e Quioto.
- 1998 – “XX Salón de Otoño de Pintura de Plasencia”, Caja de Extremadura.
- 1999 – “XXXIIIe Prix International d’Art Contemporain de Monte-Carlo“.
- 2005 – «Quinze anos, quinze artistas» Instituto Português do Oriente em Macau.
- 2010 – "2010 International Fine Art Collection" — 2010 FIFA World Cup South Africa

## Representações
- Ministério da Educação
- Ex-Ministério da Comunicação Social
- Museu Nacional de Arte Contemporânea de Lisboa / Museu do Chiado
- Ministério dos Negócios Estrangeiros / ONU em Nova York
- Museu de Coimbra
- Secretaria de Estado da Cultura
- Centro de Arte Moderna da Fundação Calouste Gulbenkian
- Coleção Weisman de Los Angeles
- Ministério das Finanças
- Caixa Geral de Depósitos
- Banco de Fomento / BPI
- MillenniumBCP
- Deutsche Bank
- ANA – Aeroportos
- Leal Senado de Macau
- Instituto Cultural de Macau
- Associação Industrial Portuense
- City Rail de Sydney
- Galerias Privadas.